# Elena Ivanovna Prušakevič
Elena Ivanovna Prušakevič, in russo Елена Ивановна Прушакевич? (Arcangelo, 1850 – dopo il 1904), è stata una rivoluzionaria russa.

## Biografia
Dopo gli studi nel ginnasio di Arcangelo, si trasferì a Mosca per unirsi a un gruppo di čajkovcy che preparavano la stampa di libri illegali da distribuire per la propaganda populista. Le pagine erano stampate nella tipografia clandestina di Ippolit Myškin e i libri venivano confezionati in un laboratorio di Saratov organizzato da Porfirij Vojnaral'skij.
Elena si trovava a Saratov il 31 maggio 1874 quando la polizia fece irruzione nel laboratorio. Dal 20 gennaio al 2 maggio 1875 fu detenuta nella fortezza Pietro e Paolo di Pietroburgo, poi passò nella Casa di detenzione preventiva, in attesa di processo. Imputata nel «processo dei 193» di appartenenza ad associazione illegale e di stampa e distribuzione di scritti incitanti alla sovversione, rifiutò di rispondere alle domande dei giudici. Il 4 febbraio 1878 fu condannata a quattro anni di lavori forzati in Siberia.
Inviata a Kurgan, nella provincia di Tobol'sk, vi visse con il marito, Aleksandr Averkiev. Con lui, scontata la pena, si trasferì a Surgut dove nel febbraio del 1888 partecipò a una protesta contro il trattamento degli esuli riservato dal governatore. Fu confinata a Kondinskoe finché nel 1893 ottenne il permesso di tornare nella Russia europea. Si trasferì sotto sorveglianza a Saratov, dove fu nuovamente arrestata il 3 aprile 1902 con l'accusa di far parte di un gruppo di social-rivoluzionari.
In giugno fu condotta a San Pietroburgo e tornò in soggiorno obbligato a Saratov o a Samara nel febbraio del 1903. Nel 1904 risultava vivere ad Arcangelo, e da allora su di lei mancano altre notizie. Elena fu la sorella di Julija e Pëtr Prušakevič, due altri attivi rivoluzionari populisti.